# 當歸鴨
當歸鴨是流行於台灣各地的進補湯品，主要食材有鴨肉，以及當歸、川芎、熟地、桂枝、黃耆、黨參、甘草、紅棗、枸杞等中藥材，佐以老薑、米酒、鹽等調味料，當歸、川芎等「活血」的成份，並有「養血」的功能，對於身體虛弱的女人來說是相當滋補的補品，營養價值高。數十種中藥材搭配鴨肉一起熬煮，能活絡筋骨、調補氣血，富含膠原蛋白，尤其適合貧血患者，手腳冰冷者食用，十分溫和，小孩大人皆適宜。

## 製作方法
- 將藥材置鍋內，加水5杯，燒開以小火熬約四十分鐘後過濾取藥汁備用。
- 鴨去內臟洗淨入瓦鍋，倒入藥汁，加入老薑、米酒再加適量水，以淹過鴨為宜。
- 瓦鍋加蓋放入電鍋，外鍋加水3杯，蒸熟後加鹽即可。

## 食用功效
當歸味甘辛，性溫而潤，可補血活血、調經止痛、潤燥滑腸、改善氣血虛弱、關節痺痛等，也因善於行血，因此，常與補氣藥材搭配，或改善氣滯血瘀。
當歸是補血藥代表，可治血枯、血燥、血閉、血脫一切血症，婦女凡經、凡產、凡胎皆可治療；另外，食用當歸後會明顯感受血行改善。例如怕冷的人吃了，就會覺得身體熱烘烘的，手腳也不會冷冰冰，加快血液的循環；有些人血液循環不好，則會有腰痠、手指發麻；或有些女性血行不好，吹到冷風就會頭痛，吃了加當歸所調理的食品(如：四物湯)之後，可慢慢獲得改善。

## 外部連結
- 斗南圓環當歸鴨麵線